# 哥吉拉 II 怪獸之王
《哥吉拉 II 怪獸之王》（英語：Godzilla: King of the Monsters，或記作）是一部於2019年上映的美國科幻怪獸電影，由麥可·道格堤執導。本片為2014年電影《哥吉拉》的續集，以及傳奇影業的怪獸宇宙第三部作品。主演包括凱爾·錢德勒、薇拉·法蜜嘉、米莉·芭比·布朗、布萊德利·惠特福德、莎莉·霍金斯、查爾斯·丹斯、托馬斯·米德蒂奇、艾莎·辛德斯、小歐席亞·傑克森、大衛·史崔森、渡邊謙和章子怡。
《哥吉拉 II 怪獸之王》於2019年5月31日在美國上映。續集《哥吉拉大戰金剛》於2021年3月24日在台灣、香港、澳門、新加坡、馬來西亞上映，2021年3月31日美國上映。

## 劇情
美國舊金山發生的巨獸混戰過去五年，哥吉拉與各種「泰坦巨獸」也被世人所知，負責探索且控制這些巨獸的組織「君主」（Monarch）也面臨民眾及美國政府施壓，要求他們公佈巨獸訊息及納入美國軍方管轄。隸屬組織的古生態學家艾瑪·羅素在舊金山失去兒子安德魯後離婚，獨自養大女兒麥蒂森，母女倆在中國雲南的組織基地目睹一隻稱作摩斯拉的幼蟲從卵中孵化，艾瑪啟用一部能發出各種頻率以控制巨獸行動的「奧卡裝置」（ORCA），使失控的摩斯拉平靜下來。但基地很快遭受由艾倫·喬納為首的生態恐怖團體襲擊，搶走奧卡裝置並劫走艾瑪和麥蒂森，摩斯拉則逃往附近瀑布中結繭。
兩位君主高層芹澤豬四郎和薇薇安·葛拉罕召回艾瑪的前夫馬克協尋艾瑪母女的下落，身為人與動物關係學專家卻厭惡巨獸的馬克，為了救妻女而勉強協助他們。當時棲息於百慕大海底的哥吉拉開始游往南極洲，眾人推測喬納身在南極洲的君主基地，其準備釋出一隻被冰封數千年的三頭巨龍「零號怪獸」，其跟哥吉拉競爭頂級掠食者地位。軍隊抵達基地後撞見撤離中的喬納一夥，然而艾瑪自行炸開冰層釋出零號怪獸，帶著麥蒂森跟喬納撤離。復甦的零號怪獸殺死葛拉罕在內的大部分人，跟哥吉拉短暫交戰後展開翅膀飛走，一行人因此得知是艾瑪出賣他們並跟喬納共謀。
艾瑪和喬納躲在波士頓地下堡壘致電馬克一行人，承認她準備喚醒所有泰坦巨獸，進一步“平衡”人類多年來對地球環境造成的危害，首先喚醒在墨西哥馬拉島火山中休眠的巨獸拉頓。零號怪獸伴隨著巨大熱帶風暴往島飛行，即使馬克一行人試圖將拉頓引向零號怪獸的位置，但拉頓卻被零號怪獸輕易打敗。哥吉拉趕來跟牠再次交戰，過程中咬斷零號怪獸的一顆頭。然而美國海軍決定自行消滅威脅，對巨獸位置發射一顆名為「水中氧氣破壞劑」的原型導彈，使方圓兩英里內的生物全部斃命，哥吉拉也失去生命跡象。唯獨零號怪獸毫髮無傷，斷頭甚至重新再生回來，拉頓對零號怪獸屈從，各地遺址中棲息的巨獸受到其召喚而甦醒，沿路摧毀經過的城市。組織科學家陳艾琳透過一系列神話記載得知零號怪獸名為基多拉，一隻試圖統治地球生態系的遠古外星巨獸。
生長成型的摩斯拉羽化成蛾的樣子，飛到哥吉拉棲息的百慕大發出美妙叫聲，在旁邊的基地「暴徒堡」的馬克一行人探測到海底傳出回應後，得知哥吉拉仍然活著，僅在深海的遺跡中養傷、補充身體輻射。隊伍透過潛艇下潛至哥吉拉棲息的遺跡，但由於內部具有高度輻射量而無法靠近，而哥吉拉養傷過程會持續數年。眾人計劃靠一顆計時核彈將其催醒，芹澤決定做出自我犧牲，親自開潛艇進入遺跡內部手動開啟核彈，死前最後跟哥吉拉近距離接觸。核彈爆炸讓哥吉拉恢復體力而從海底甦醒，力量還因此增強數倍。
麥蒂森無法接受母親枉顧人命的做法，便自行拿走奧卡裝置趕到撤離完畢的芬威球場，用廣播系統播放音頻讓各地巨獸停止攻擊，但這也導致所有巨獸集體奔向她的所在位置。基多拉飛過來破壞球場，麥蒂森逃亡途中不慎摔壞裝置，而哥吉拉伴隨著君主軍隊開始合力攻擊基多拉。馬克在現場找不到麥蒂森時，良心未泯的艾瑪從喬納身邊叛逃，開車回來幫助眾人尋女，眾人共同找到躲在老家住宅中的麥蒂森。就在哥吉拉不敵強大的基多拉時，體內輻射指數猛增而即將形成核爆，而摩斯拉飛過來跟牠並肩作戰，以重傷的代價靠一己之力擊敗拉頓，死前將剩餘力量轉移給哥吉拉進行傷癒。
當馬克一行人準備撤退時，為了給哥吉拉爭取足夠療傷時間，艾瑪修復完奧卡後決定獨自開車播放音頻引走基多拉，以自我犧牲的方式贖罪，讓馬克帶著麥蒂森搭直升機撤離。重新站起的哥吉拉全身進入紅蓮型態，輕易擊退基多拉並連續釋放多次核脈衝，使基多拉全身慢慢燃燒殆盡、無法再生之下被徹底消滅。獲勝的哥吉拉變回普通形態，周圍包含拉頓在內的多隻巨獸，共同屈從如今成為「怪獸之王」的哥吉拉。災難過後，巨獸集體回歸棲息地，倖存的人類開始對巨獸改觀，考慮著能跟牠們共存的可能性。
君主隨後對外公佈一系列關於泰坦巨獸的機密文件，多數新聞展示眾泰坦巨獸幫忙促成大自然重現生機，而組織同時找到另一顆疑似是摩斯拉的蛋。但有幾隻泰坦巨獸開始共同往骷髏島進發，而一張壁畫顯示出哥吉拉在遠古時期曾經與駐守該島的金剛發生過戰鬥。另一方面，喬納一行人來到馬拉島，向當地漁夫手中買下被哥吉拉咬斷的基多拉斷頭。

## 演員
- 凱爾·錢德勒 飾演 馬克·羅素（Dr. Mark Russell）：曾經隸屬君主計劃的人與動物關係學專家，習慣在野外追隨動物。五年前發生的舊金山巨獸襲擊使他失去年幼兒子，從此失魂落魄、妻離子散，對哥吉拉等泰坦巨獸極為厭惡，僅跟女兒保持聯繫。這次得知妻小被人擄走後，勉強回到組織參與行動[9]。
- 薇拉·法蜜嘉 飾演 艾瑪·羅素（Dr. Emma Russell）：馬克的前妻，隸屬君主計劃的古生態學家，奧卡裝置的創造者之一。五年前失去兒子使她的想法越發激進，有過環保運動經歷的她不惜跟生態恐怖主義聯手，試圖營造一個“人獸共存”的新世界[9][10]。
- 米莉·芭比·布朗 飾演 麥蒂森·羅素（Madison Russell）：艾瑪與馬克的女兒，獨立自主的少女，父母離婚後被母親艾瑪撫養，跟著她參與一系列泰坦巨獸觀察工作。從母親身上學會科學及生存知識，但仍然跟分居的父親保持聯繫[9]。亞歷珊德拉·拉貝（Alexandra Rabe）飾演年幼的麥蒂森。
- 布萊德利·惠特福德 飾演 瑞克·史丹頓（Dr. Rick Stanton）：隸屬君主計劃的超聲檢查操作員，精通科學知識，總是給人一種容易沾沾自喜的態度[11]。
- 莎莉·霍金斯 飾演 薇薇安·葛拉罕（Dr. Vivienne Graham）：君主計劃高層，芹澤的重要助手，跟在他身邊學習多年。[9]
- 查爾斯·丹斯 飾演 艾倫·喬納（Col. Alan Jonah）：前英國陸軍上校兼軍情六處探員，如今變成無政府主義的生態恐怖份子，執迷於靠復甦所有泰坦巨獸來恢復自然秩序[12]。
- 托馬斯·米德蒂奇 飾演 山姆·科爾曼（Dr. Sam Coleman）：君主計劃的科技主管，經手君主計劃的科學儀器，同時作為組織跟美國政府通訊的聯絡官[13]。
- 艾莎·辛德斯 飾演 黛安·福斯特（Col. Diane Foster）：美國陸軍編制於君主計畫的特種部隊上校，曾經在美國陸軍第75遊騎兵團當過教官[9]。
- 小歐席亞·傑克森 飾演 傑克森·巴恩斯（CWO Jackson Barnes）：美國陸軍編制於君主計劃特種部隊准尉[9]。
- 大衛·史崔森 飾演 威廉·史坦茲（Adm. William Stenz）：美國海軍第七艦隊上將，在五年前追擊穆透的行動中身為第一指揮官。
- 渡邊謙 飾演 芹澤豬四郎（Dr. Ishiro Serizawa）：日籍核物理學家，君主計畫的高層人員，其父身為組織創始者之一，對泰坦巨獸有著同理心，尤其對哥吉拉極為崇敬[9]。
- 章子怡 飾演 陳艾琳（Dr. Ilene Chen）：身為君主計劃的神話學家，靠查證所有遠古神話記載來尋找跟泰坦巨獸有關的重要資訊[14]。章子怡同時在片中飾演艾琳的雙胞胎妹妹陳琳（Dr. Ling Chen），同身為組織科學家，家族三代都隸屬君主計劃，負責監視摩斯拉的結繭生長過程。姐妹倆人物設計致敬小美人，1961年電影《摩斯拉》中登場的雙胞胎女性妖精，與摩斯拉有著心靈感應、會一同吟唱「摩斯拉之歌」（モスラの歌）來召喚摩斯拉；而本作中的摩斯拉靠吟唱方式呼喚哥吉拉亦是致敬此橋段。

喬·蒙頓飾演休斯頓·布洛斯（Houston Brooks），隸屬君主計劃的科學家，擁有多年經歷；角色在《金剛：骷髏島》中首次亮相，並由柯瑞·霍金斯飾演年輕時代。CCH·龐德爾飾演威廉斯參議員（Sen. Williams），負責審視君主計劃的國務院參議員。安東尼·拉莫斯飾演安東尼·馬丁尼茲（SSgt. Anthony Martinez），伊莉莎白·魯德洛飾演蘿倫·葛里芬（Lt. Lauren Griffin）。喬納森·霍華德飾演喬納身邊的恐怖份子士兵艾許·喬納（Asher Jonah），而蘭迪·哈文斯（Randy Havens）飾演科學家提姆·曼奇尼（Dr. Tim Mancini）。泰勒·克朗姆利（Tyler Crumley）飾演艾瑪和馬克的年幼兒子安德魯·羅素（Andrew Russell），其不幸在五年前舊金山襲擊中喪生。凱文·辛尼克客串一位氣象播報員。
TJ·史托姆繼前作後再次以動態捕捉形式扮演哥吉拉，而傑森·萊爾森（Jason Liles）、艾倫·麥森和理察·多頓分別扮演基多拉的頭部，而萊爾森同時獨自扮演拉頓。

## 泰坦巨獸
目前已知的泰坦巨獸（Titans）共有19隻。
- 哥吉拉

身高119.8米，體重9萬9634噸。以核輻射作為食物來源的巨獸，可以從嘴裡噴出「原子吐息」燒盡一切。
- 王者基多拉（King Ghidorah）

身高158.8米，體重14萬1056噸，翼展518米。被君主計劃稱之為「零號怪獸」（Monster Zero），為億萬年前從太空降臨到地球的外星巨獸，曾與哥吉拉爭奪地球霸權，隨後冰封在南極深處。
- 摩斯拉（Mothra）

身高15.8米，翼展244.8米。在中國雲南發現的巨獸，擁有將記憶傳承到後代的能力，又被稱為「怪獸女王」。導演麥可·道格堤的Twitter上已證實，摩斯拉與哥吉拉並非純粹的共生關係，而是跨物種間的戀愛關係。
- 拉頓

身高46.9米，翼展265.5米，體重3萬9043噸。在墨西哥馬拉島發現的巨獸，又被稱為「焰魔」。
- 貝西摩斯（Behemoth）

身高117米，受基多拉“召喚”而甦醒的泰坦巨獸。位於巴西出現的巨獸，形似猛獁象，但只有短小的鼻子，名字由來為《舊約聖經》記載的神話生物。
- 斯庫拉（Scylla）

身高61米，受基多拉“召喚”而甦醒的泰坦巨獸，出現於亞利桑那州油田地帶，有著蜘蛛般的肢腳與魷魚的頭部的巨獸，名字由來為希臘神話中吞吃水手的女海妖斯庫拉，片尾回到大海中棲息。
- 瑪土撒拉（Methuselah）

身高96米，受基多拉“召喚”而甦醒的泰坦巨獸，位於德國慕尼黑郊區從地底起身時現出龐大身軀，名字由來為《創世紀》的長壽人物瑪土撒拉。
- 穆透

身高106米，受基多拉“召喚”而甦醒的泰坦巨獸，是不同於2014年的雌性穆透個體。
- 八岐大蛇（Yamata no Orochi）

僅出現在資料片段中。位於日本的巨大生物，名字由來為日本傳說中四處作怪的妖怪八岐大蛇。
- 薩爾貢（Sargon）

僅出現在資料片段中。位於哥倫比亞的巨大生物，名字由來為古代美索不達米亞地區幾位統治者薩爾貢。
- 利維坦（Leviathan）

僅出現在資料片段中。位於英國尼斯湖的巨大生物，名字由來為《希伯來聖經》來自海中的巨大怪獸利維坦。
- 魔克拉-姆邊貝（Mokele-Mbembe）

僅出現在資料片段中。位於蘇丹博爾戈爾山 ，名字由來為剛果河流域沼澤的巨大神秘生物魔克拉-姆邊貝。
- 提阿瑪特（Tiamat）

僅出現在資料片段中。出現於美國喬治亞州石山的巨大生物，名字由來為古代巴比倫神話裡的地母神提阿瑪特。
- 亞巴頓（Abaddon）

僅出現在資料片段中。出現於俄羅斯曼普普納岩石群的巨大生物，名字由來為《新約聖經·啟示錄》第9章第11節中出現，是掌管無底坑的使者亞巴頓。
- 巴風特（Baphomet）

僅出現在資料片段中。出現於摩洛哥瓦盧比利斯遺跡的巨大生物，名字由來為基督宗教惡魔之一的巴風特。
- 堤豐

僅出現在資料片段中。出現於柬埔寨吳哥窟的巨大生物，名字由來為希臘神話中象徵風暴的妖魔巨人堤豐。
- 本耶普（Bunyip）

僅出現在資料片段中。位於澳洲的巨大生物，名字由來為澳洲傳說的未確認生物本耶普。
- 金剛

骷髏島守護神，本片沒有正式出場，僅出現在資料片段中。

## 製作

### 製作團隊
- 麥可·道格堤 – 導演，聯合編劇
- 查克·希爾茲（Zach Shields） – 聯合編劇，執行製作人
- 貝瑞·H·沃爾德曼（Barry H. Waldman） – 執行製作人
- 林暐 – 執行製作人
- 羅伊·李（英语：Roy Lee） – 執行製作人
- 坂野義光（英语：Yoshimitsu Banno） – 執行製作人（遺作）
- 奧平健治（Kenji Okuhira） – 執行製作人
- 亞歷山德拉·曼德斯（Alexandra Mendes） – 聯合製片人
- 傑·阿什菲爾特（Jay Ashenfelter） – 聯合製片人
- 史考特·查布利斯（Scott Chambliss） – 美術指導
- 路易絲·明金巴克（Louise Mingenbach） – 劇裝設計
- 紀堯姆·羅什龍（英语：Guillaume Rocheron） – 視覺效果總監
- 小湯姆·伍德洛夫（英语：Tom Woodruff Jr.） – 效果及生物設計

### 前期製作
2017年1月，米莉·芭比·布朗成為首個加盟電影的演員，這將是她的大銀幕處女作。2017年2月，凱爾·錢德勒和薇拉·法蜜嘉加盟飾演布朗的角色的父母。2017年3月，據報導小歐席亞·傑克森正為出演電影進行洽談。2017年4月，艾莎·辛德斯被確認加盟電影。2017年5月，安東尼·拉莫斯、蘭迪·哈文斯、托馬斯·米德蒂奇和查爾斯·丹斯加盟電影，莎莉·霍金斯確認回歸電影。有消息來源向《綜藝》透露，渡邊謙可能是唯一回歸續集的演員。在後來確認渡邊謙回歸電影。 2017年6月，布萊德利·惠特福德和章子怡加盟電影，後者將在怪獸宇宙中扮演“重要角色”。2017年7月，伊莉莎白·盧德卓加盟電影。2018年4月，傑森·萊爾斯、阿倫·馬克斯森（Alan Maxson）和理查德·多頓（Richard Dorton）為王者基多拉的頭部提供動作捕捉，多頓飾演左邊的頭，萊爾斯飾演中間的頭，而馬克斯森飾演右邊的頭。

### 拍攝
主體拍攝於2017年6月19日在亞特蘭大進行，暫定名稱為「Fathom」。道格堤確認，電影將具有小湯姆·伍德洛夫的實用效果和生物設計。勞倫斯·謝爾被確認為攝影指導。部分拍攝於2017年8月19日至22日期間在墨西哥城歷史中心進行。2017年9月27日，道格堤宣佈拍攝結束。

## 音樂
該片的配樂由比爾·麥克瑞利創作。《哥吉拉大戰金剛》的原聲帶於2019年5月24日由水塔音樂發行。
| 曲目列表 | 曲目列表                                                  | 曲目列表      | 曲目列表 |
| 曲序     | 曲目                                                      |               | 时长     |
| -------- | --------------------------------------------------------- | ------------- | -------- |
| 1.       | Godzilla (feat. Serj Tankian)（written by Donald Roeser） |               | 3:10     |
| 2.       | Godzilla Main Theme（written by Akira Ifukube）           |               | 2:34     |
| 3.       | Memories of San Francisco                                 |               | 2:11     |
| 4.       | The Larva                                                 |               | 4:23     |
| 5.       | Welcome to Monarch                                        |               | 2:54     |
| 6.       | Outpost 32                                                |               | 7:03     |
| 7.       | Ice Breaker                                               |               | 2:33     |
| 8.       | Rise of Ghidorah                                          |               | 2:59     |
| 9.       | Old Rivals                                                |               | 3:49     |
| 10.      | The First Gods                                            |               | 5:18     |
| 11.      | Rodan                                                     |               | 5:23     |
| 12.      | A Mass Awakening                                          |               | 5:32     |
| 13.      | The One Who is Many                                       |               | 5:37     |
| 14.      | Queen of the Monsters                                     |               | 3:35     |
| 15.      | For Andrew                                                |               | 1:18     |
| 16.      | Stealing the Orca                                         |               | 3:04     |
| 17.      | The Hollow Earth                                          |               | 5:26     |
| 18.      | The Key to Coexistence                                    |               | 2:18     |
| 19.      | Goodbye Old Friend                                        | Bear McCreary | 2:54     |
| 20.      | Rebirth                                                   |               | 2:03     |
| 21.      | Fog Over Fenway                                           |               | 2:53     |
| 22.      | Battle in Boston                                          |               | 7:51     |
| 23.      | Redemption                                                |               | 4:11     |
| 24.      | King of the Monsters                                      |               | 3:34     |
| 25.      | Ghidorah Theme                                            |               | 2:41     |
| 26.      | Mothra's Song（written by Yūji Koseki）                   |               | 2:10     |
| 总时长： | 总时长：                                                  | 总时长：      | 1:37:21  |

## 發行
電影原定於2018年6月8日上映，後延期至2019年3月22日上映。2018年5月，上映日期再度延至2019年5月31日。

### 評價
本片得到了褒貶不一的評價。爛番茄根據349條評論，獲得42%的新鮮度，平均得分5.1／10，觀眾投票則給出83%的分數，平均得分為4.2／5。在Metacritic上，電影獲得了48分。

### 票房
在美國和加拿大，《哥吉拉 II 怪獸之王》與《火箭人》、《恐怖大媽》同期上映，外界預估該片在首週末能從4180間戲院中取得5500萬至6000萬美元的票房。上映首日票房為1960萬美元。美國首週票房達4780萬美元，位居當週票房冠軍，但該成績低於預期。
台灣方面，首日票房為新台幣2214萬元；首週五天票房為新台幣1.3億元；次週票房累計至新台幣2.15億元；第三週票房累計至新台幣2.41億元；第四週票房累計至新台幣2.52億元；最終全台票房為新台幣2.59億元。
| 上一届： 《阿拉丁》 | 2019年美國週末票房冠軍 第22週     | 下一届： 《寵物當家2》        |
| 上一届： 《阿拉丁》 | 2019年台北週末票房冠軍 第22週     | 下一届： 《X戰警：黑鳳凰》    |
| 上一届： 《阿拉丁》 | 2019年香港一週票房冠軍 第22週     | 下一届： 《變種特攻：黑鳳凰》 |
| 上一届： 《阿拉丁》 | 2019年中国內地一周票房冠军 第21週 | 下一届： 《X戰警：黑鳳凰》    |

## 續集
2015年10月，傳奇宣布計劃推出哥吉拉和金剛的合體電影，命名為《哥吉拉大戰金剛》（Godzilla vs. Kong）。續集《哥吉拉大戰金剛》定於在2021年3月26日在國際市場上映，美國3月31日上映。